# Kreis Jüterbog
Der Kreis Jüterbog war ein Landkreis im Bezirk Potsdam der DDR. Von 1990 bis 1993 bestand er als Landkreis Jüterbog im Land Brandenburg fort. Sein Gebiet liegt heute in den Landkreisen Teltow-Fläming und Potsdam-Mittelmark in Brandenburg. Der Sitz der Kreisverwaltung befand sich in Jüterbog.

## Geographie

### Lage und größte Orte
Der Kreis Jüterbog umfasste einen großen Teil des Flämings. Die größten Orte des Kreises neben der Kreisstadt Jüterbog waren die Stadt Treuenbrietzen sowie die Gemeinden Altes Lager, Bardenitz, Blönsdorf, Hohenseefeld, Kloster Zinna, Malterhausen, Marzahna, Niedergörsdorf und Oehna.

### Nachbarkreise
Der Kreis Jüterbog grenzte im Uhrzeigersinn im Nordwesten beginnend an die Kreise Belzig und Luckenwalde (Bezirk Potsdam), Luckau, Herzberg und Jessen (Bezirk Cottbus) und Wittenberg (Bezirk Halle).

## Geschichte
Am 25. Juli 1952 kam es in der DDR zu einer umfassenden Verwaltungsreform, bei der unter anderem die Länder ihre Bedeutung verloren und neue Bezirke gebildet wurden. Aus Teilen der damaligen Landkreise Herzberg, Luckenwalde, Wittenberg und Zauch-Belzig wurde der neue Kreis Jüterbog mit Sitz in Jüterbog gebildet. Der Kreis wurde dem neuen Bezirk Potsdam zugeordnet. Am 1. Januar 1957 wechselten die Gemeinden Niebendorf und Heinsdorf aus dem Kreis Jüterbog in den Kreis Luckenwalde.
Am 17. Mai 1990 wurde der Kreis in Landkreis Jüterbog umbenannt. Anlässlich der Wiedervereinigung der beiden deutschen Staaten wurde der Landkreis Jüterbog dem wiedergegründeten Land Brandenburg zugesprochen.

## Kreisangehörige Gemeinden und Städte
Aufgeführt sind alle Orte, die am 25. Juli 1952 bei Einrichtung des Kreises Jüterbog eigenständige Gemeinden waren. Eingerückt sind Gemeinden, die bis zum 5. Dezember 1993 ihre Eigenständigkeit verloren und in größere Nachbargemeinden eingegliedert wurden.
- Altes Lager
- Bardenitz
  - Bärwalde (wurde am 1. Januar 1979 nach Meinsdorf eingemeindet)
- Blönsdorf
- Bochow
- Borgisdorf
- Danna
- Dennewitz
- Dietersdorf
- Feldheim
  - Gölsdorf (wurde am 1. Januar 1957 nach Niedergörsdorf eingemeindet)
- Gräfendorf
- Grüna
- Herbersdorf
  - Höfgen (wurde am 11. Januar 1962 nach Welsickendorf eingemeindet)
- Hohenahlsdorf
- Hohengörsdorf
- Hohenseefeld
- Ihlow
- Illmersdorf
- Jüterbog
  - Kaltenborn (wurde am 1. Januar 1957 nach Niedergörsdorf eingemeindet)
  - Klausdorf (wurde am 1. Januar 1974 nach Bardenitz eingemeindet)
- Kloster Zinna
  - Körbitz (wurde am 1. April 1974 nach Welsickendorf eingemeindet)
  - Kossin (wurde am 1. April 1959 in Wiepersdorf eingemeindet)
- Langenlipsdorf
  - Lichterfelde (wurde am 11. Januar 1962 nach Werbig eingemeindet)
  - Lindow (wurde am 11. Januar 1962 in Malterhausen eingemeindet)
- Lobbese
  - Lüdendorf (wurde am 1. Januar 1974 nach Treuenbrietzen eingemeindet)
- Malterhausen
- Markendorf
- Marzahna
- Meinsdorf
- Neuheim
- Neuhof
- Niedergörsdorf
- Nonnendorf
- Oehna
  - Pechüle (wurde am 1. Januar 1974 nach Bardenitz eingemeindet)
  - Pflügkuff (wurde am 1. Januar 1974 nach Lobbese eingemeindet)
- Reinsdorf
- Riesdorf
- Rietz
  - Rinow (wurde am 11. Januar 1962 nach Meinsdorf eingemeindet)
- Rohrbeck
- Schlenzer
- Schönefeld
- Seehausen
- Sernow
- Treuenbrietzen
- Waltersdorf
  - Weißen (wurde am 11. Januar 1962 nach Meinsdorf eingemeindet)
- Welsickendorf
- Werbig
- Werder
- Wergzahna
- Wiepersdorf
  - Wölmsdorf (wurde am 1. Januar 1957 nach Niedergörsdorf eingemeindet)
- Zellendorf
  - Zeuden (wurde am 1. Januar 1974 nach Lobbese eingemeindet)

Im Zuge der Gemeindereform 1992 in Brandenburg bildeten sich folgende Ämter im Kreisgebiet (z. T. kreisübergreifend): Amt Dahme/Mark, Amt Jüterbog, Amt Niederer Fläming, Amt Niedergörsdorf und das Amt Treuenbrietzen. Im Rahmen der Kreisreform in Brandenburg wurde der Landkreis am 6. Dezember 1993 aufgelöst. Das Amt Treuenbrietzen kam zum neuen Landkreis Potsdam-Mittelmark und das übrige Kreisgebiet zum neuen Landkreis Teltow-Fläming.
Einwohnerentwicklung
| Jahr      | 1960   | 1971   | 1981   | 1989   |
| Einwohner | 42.162 | 41.047 | 37.132 | 35.591 |

## Wirtschaft
Bedeutende Betriebe waren unter anderem
- VEB Möbel Jüterbog
- VEB Nahrung und Genuss Jüterbog
- VEB Getränkeproduktion Jüterbog
- VEB Lederbekleidung Jüterbog
- VEB Meßgerätewerk Treuenbrietzen
- VEB Fahrzeugwerk Treuenbrietzen

## Verkehr
Dem überregionalen Straßenverkehr dienten die Fernverkehrsstraßen F 2 von Potsdam über Treuenbrietzen nach Lutherstadt Wittenberg, die F 101 von Großbeeren  über Jüterbog nach Elsterwerda, die F 102 von Belzig über Jüterbog nach Luckau sowie die F 115 von Jüterbog nach Baruth.
Mit dem  Eisenbahnnetz der DDR war der Kreis Jüterbog durch die Strecken Berlin–Jüterbog–Halle, Jüterbog–Potsdam, Jüterbog–Riesa und Jüterbog–Zossen verknüpft.

## Kfz-Kennzeichen
Nach 1952 erhielten die im Kreis zugelassenen Fahrzeuge Kennzeichen mit dem Anfangsbuchstaben D (wie im gesamten Bezirk Potsdam). Den Kraftfahrzeugen (mit Ausnahme der Motorräder) und Anhängern wurden von etwa 1974 bis Ende 1990 dreibuchstabige Unterscheidungszeichen, die mit dem Buchstabenpaar DF begannen, zugewiesen. Die letzte für Motorräder genutzte Kennzeichenserie war DV 00-01 bis DV 20-00.
Anfang 1991 erhielt der Landkreis das Unterscheidungszeichen JB. Es wurde bis Ende 1993 ausgegeben. Seit dem 3. März 2025 ist es im Landkreis Teltow-Fläming erhältlich.